# Anselme Bellegarrigue
Anselme Bellegarrigue (ur. 23 marca 1813 w Tuluzie, zm. 31 stycznia 1869 w San Salvador) – francuski publicysta, pisarz, redaktor oraz działacz anarchistyczny. Autor opublikowanego w 1850 Manifestu anarchistycznego, uznawanego za pierwszy na świecie manifest anarchistyczny.

## Życiorys
Urodził się 23 marca 1813 w Tuluzie we Francji jako syn kupca Jeana Josepha Bellegarrigue oraz Teresy Goulard. Niewiele wiadomo o wczesnym życiu Bellegarrigue'a, poza tym, że uczęszczał do liceum w Auch. W latach 1846–1848 przebywał w na Antylach, Haiti oraz Stanach Zjednoczonych. W USA miał spotkać Jamesa Polka na parostatku płynącym Missisipi. Te doświadczenia najprawdopodobniej skłoniły go do idei demokracji oraz wolności jednostki.
Powrócił do Paryża 23 lutego 1848, czyli kiedy w mieście miały miejsce wydarzenia rewolucji lutowej 1848. Wówczas, jego nazwisko widniało na liście członków blankistowskiej organizacji Société républicaine centrale. Niedługi czas potem opuścił Paryż i powrócił do rodzinnej Tuluzy. Tam napisał najstarszą przetrwałą do dzisiaj pracę, pamflet pt. Au Fait! Au Fait! Interprétation de l’Idée Démocratique. Pracował jako redaktor gazety La Civilisation, ukazującej się od marca 1849. Na łamach czasopisma pojawiały się jego artykuły, w których poddawał krytyce zawiązaną po rewolucji lutowej II Republikę Francuską.
W pierwszej połowie 1850 przeprowadził się do podparyskiej miejscowości Meulan-en-Yvelines, gdzie razem ze swoimi znajomymi zawiązał grupę Association des Libres Penseurs (fr. Stowarzyszenie Wolnych Myślicieli). Jednym z członków był Ulysse Pic, bliski przyjaciel Bellegarrigue. Celem grupy było stworzenie wspólnoty opartej na ideach wolności oraz życiu zgodnym z naturą. Jednak niedługo potem policja zainteresowała się działalnością stowarzyszenia i dokonała kilku aresztowań, co spowodowało zaprzestanie jej działalności. Nie zniechęciło to jednak  Bellegarrigue do dalszej działalności. Wyjechał do Paryża i tutaj założył gazetę L’Anarchie: Journal de l’Ordre, której pierwszy numer ukazał się w kwietniu 1850. Na jej łamach Bellegarrigue opublikował swojego autorstwa, uznawany za pierwszy na świecie, manifest anarchistyczny. Czasopismo nie przetrwało jednak długo, ponieważ ukazały się jedynie dwa numery. Później założyciel gazety planował wznowić działalność czasopisma, tym razem pod nazwą Almanach de l’Anarchie, ostatecznie nie doszło to do skutku.
Bellegarrigue w tamtym okresie zaczął pisać powieść pt. Le Baron de Camebrac, en tournée sur le Mississippi (fr. Baron z Camebrac, zwiedzanie Missisipi), która ukazywała się w prasie we fragmentach od 1851 do 1854. W 1851 napisał również esej Les Femmes d'Amérique (fr. Kobiety Ameryki) opisujący jego obserwacje społeczeństwa amerykańskiego.
W tamtym czasie uczył prawa na Sorbonie, gdzie poznał młodszą o 26 lat studentkę – Catherine Bailly (1839-1905), z którą się ożenił. Niedługi czas potem wyjechali do Hondurasu, gdzie Bellegarrigue pracował jako nauczyciel. W 1860 natomiast otrzymał propozycję od prezydenta Salwadoru, aby stworzyć w San Salvador szkołę prawniczą, na co się zgodził. Niewiele wiadomo o jego dalszych losach, poza tym, że w 1862 urodził się jego syn. Zmarł w stolicy Salwadoru 31 stycznia 1869.

## Poglądy
Poglądy Bellegarrigue'a były mocno zbliżone do tych prezentowanych przez Maxa Stirnera, co pozwala zaliczyć francuskiego myśliciela do indywidualistycznego nurtu anarchizmu. Odcinał się on od wszystkich rewolucjonistów w 1848, nawet od Pierre-Joseph Proudhona, którego przypominał w wielu swoich pomysłach i od którego czerpał więcej, niż był skłonny przyznać. W jego tekstach znaleźć można również fragmenty inspirowane myślą Henry'ego Davida Thoreau, a konkretniej jego koncepcją obywatelskiego nieposłuszeństwa. Możliwe, że Bellegarrigue podczas swoich podróży po Stanach Zjednoczonych zetknął się z myślą amerykańskiego filozofa.
Bellegarrigue pisał:

Odmawiam wszystkiego; uznaję tylko siebie. (...) Nie może być na ziemi żadnego interesu przewyższającego mój, żadnego interesu, któremu zawdzięczam nawet częściową ofiarę moich interesów.

Pomimo przejawiania tak solipsystycznego egoizmu, francuski myśliciel uważał istnienie społeczeństwa za naturalne i niezbędne. Najlepszą formą organizacji miałaby być komuna, która według niego nie stanowiła sztucznej formy, lecz „podstawowy organizm” pozbawiony odgórnie narzuconej władzy.